# 萊頓芝士
萊頓芝士產自荷蘭的萊頓。萊頓芝士的特色處在於芝士肉上佈滿籽粒，因為在製作過程中，會在凝乳中混入孜然芹和葛縷子，結果這種芝士充滿孜然芹和葛縷子的香味。

## 延伸閱讀
- Judy Ridgway (1999). The Cheese Companion. London: Quintet Publishing Ltd.